# Rustúmida
La dinastia rustúmida o rustàmida (àrab: الرستميون, ar-rustumiyyūn o ar-rustamiyyūn o بنو رستم, Banū Rustum o Banū Rustam) fou una nissaga ibadita que va governar l'emirat de Tahart, actualment a Algèria, del 778 al 909.
Amb la gran revolta amaziga de Maysara el 740, gran part del Magreb va quedar fora de l'autoritat dels omeies. El cap ibadita Abu-l-Khattab al-Maafirí fou elegit imam pels ibadites i al començament del 758 es va apoderar de Trípoli de Líbia. Fou reconegut pels nafusa, els hawwara i altres tribus, amb el suport de les quals es va apoderar de tota la Tripolitana amb Trípoli com a capital. El juny/juliol del 758 les seves forces van ocupar Kairuan, a Ifríqiya, que en aquell moment estava en mans de la tribu amaziga dels warfajjuma, que eren kharigites sufrites; el govern de la ciutat fou confiat a Abd-ar-Rahman ibn Rústum (o Rústam), el futur fundador de l'imamat ibadita a Tahart.
Abd-al-Rahman ibn Rústum era segurament un noble d'origen persa simpatitzant de les doctrines ibadites. El 752 era a Bàssora, la capital ibadita. Fou un dels cinc missioners enviats pel cap espiritual ibadita de Bàssora Abu-Ubayda at-Tamim amb l'orde de fundar un imamat al Magreb, i es va establir a Kairuan on el 758 va assolir el govern. Els kharigites sufrites havien format estats a Sigilmasa, Tlemcen i Salé, i tot el Magreb havia escapat de les mans del nou Califat Abbàssida. El 761 Muhàmmad ibn al-Àixath al-Khuzaí, governador abbàssida d'Egipte, va vèncer a la batalla de Tawurgha, prop de la costa, a pocs dies de marxa a l'est de Trípoli (mai/juny), i l'imam Abu-l-Khattab va morir junt amb uns dotze mil homes. L'agost del 761 Ibn al-Àixath va recuperar Kairuan i Ibn Rústum va fugir cap al Magreb central, arribant a la regió de Tahart on hi habitaven diverses tribus amazigues ibadites i va iniciar una nova lluita. El 768 va assetjar sense èxit Tubna, capital del Zab. Kairuan estava sòlidament en mans abbàssides i Ibn Rústum va renunciar a la seva conquesta i va optar per fundar un regne propi a Tahart. El 763 Va fundar una nova ciutat de Tahart o Tihart (en endavant distingida com la Nova, mentre l'anterior era anomenada Tahart la Vella) a uns 9 km a l'oest de la moderna Tihert o Tiaret. Seria el 778 o 779 quan va rebre la investidura com imam.
Abd-ar-Rahman va seguir una política de pau amb els veïns (els governadors abbàssides d'Ifríqiya, els idríssides del Marroc (de Fes) i els midrarites de Sigilmasa). Va consolidar el seu estat amb el suport econòmic dels ibadites d'Orient i va impulsar el comerç al Sàhara. Degué morir el 788, després d'haver designat un consell per tal d'escollir el nou imam. Fou escollit el seu fill Abd-al-Wahhab ibn Abd-ar-Rahman, però una facció es va mostrar contrària i va sorgir la secta dels nukkarites. Els idríssides es van apoderar de Tlemcen (789) sense reacció. El 811 un conflicte entre els rustúmides i els amazics zenetes (que eren mutazalites wassilites) es va resoldre més aviat a favor de Tahart. Encara es va produir una nova escissió, els khalafiyya, quan Khàlaf ibn as-Samh, net de l'imam Abu-l-Khattab, va succeir el seu pare as-Samh com a governador del Jabal Nafusa, sense l'aprovació de l'imam de Tahart (que temia el sorgiment d'una dinastia separada); Khàlaf es va proclamar independent i la situació es va enquistar sota al-Àflah ibn Abd-al-Wahhab, almenys fins al 836, quan Khàlaf fou derrotat decisivament, tot i que encara després els khalafiyya van mantenir les seves posicions doctrinals.
Al-Àflah ibn Abd-al-Wahhab va tenir un llarg regnat durant el qual l'imamat va arribar al seu zenit. Els seus successors ja van gaudir de menys poder i influència. Abu-Bakr ibn al-Àflah va haver de cedir el poder al seu germà Abu-l-Yaqdhan Muhàmmad que tenia el suport de les tribus àrabs, però fins al 882 no va aconseguir instal·lar-se a Tahart, practicant després una política de tolerància.
Va designar com a successor el seu fill Yússuf, cosa contrària a les normes; el seu oncle Yaqub ibn al-Àflah es va exiliar i es va instal·lar amb els amazics zuwagha, que eren del corrent khalafiyya. Va esclatar la guerra civil i Yússuf fou expulsat de Tahart i Yaqub proclamat imam, però pocs anys després Yússuf, amb el suport de les classes baixes, va recuperar el poder. Yússuf fou assassinat pel seu nebot i va pujar al tron Yakdhan ibn Muhàmmad, germà del difunt. Dos anys després era enderrocat per Abu-Abd-Al·lah aix-Xií, que actuava en nom del cap fatimita, que va entrar a Tahart sense resistència.

## Imams

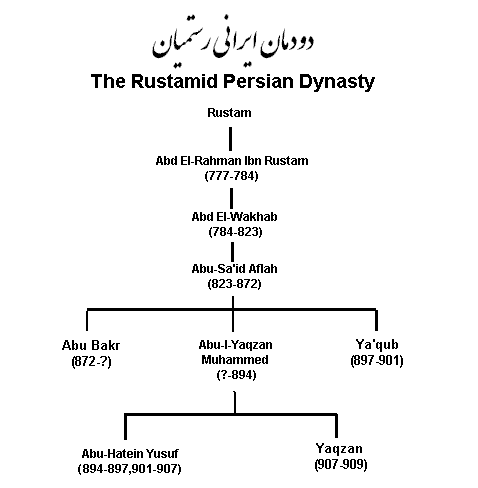
Genealogia.

- Abd-ar-Rahman ibn Rústam ibn Bàhram (776-788)
- Abd-al-Wahhab ibn Abd-ar-Rahman (788-824)
- Àflah ibn Abd-al-Wahhab (824-872)
- Abu-Bakr ibn al-Àflah (872-874)
- Abu-l-Yaqdhan Muhàmmad ibn al-Àflah (874-894)
- Yússuf ibn Muhàmmad al-Hàkam (894-895)
- Yaqub ibn al-Àflah (895-899)
- Yússuf ibn Muhàmmad al-Hàkam (899-907) (2a vegada)
- Yaqdhan ibn Muhàmmad (907-909)